# Ryan McGill
Ryan Clifford McGill (* 28. Februar 1969 in Sherwood Park, Alberta) ist ein ehemaliger kanadischer Eishockeyspieler und derzeitiger -trainer, der während seiner Karriere für die Chicago Blackhawks, Philadelphia Flyers und Edmonton Oilers in der National Hockey League auf der Position des Verteidigers spielte. Zuletzt war er von 2022 bis 2025 als Assistenztrainer der New Jersey Devils in der NHL tätig.

## Karriere
Ryan McGill begann seine Karriere 1985 bei den Lethbridge Broncos in der Western Hockey League und war ein Jahr für die Mannschaft aktiv. Bereits dort fiel seine Spielhärte auf und er musste deswegen viele Minuten auf der Strafbank absitzen. In 74 Spielen sammelte er 180 Strafminuten. Zwischen 1986 und 1987 spielte er für die Swift Current Broncos und 1987 bis 1989 für die Medicine Hat Tigers. McGill war beim NHL Entry Draft 1987 von den Chicago Blackhawks in der zweiten Runde an 29. Position ausgewählt worden.
Er spielte erst 1992 für Chicago und zuvor bei den Saginaw Hawks, Indianapolis Ice, Halifax Citadels und Hershey Bears. Doch er brachte es auf nur neun Spiele für die Chicago Blackhawks und ging zu den Philadelphia Flyers. Dort wurde er in der Spielzeit 1992/93 mit 238 Strafminuten in der NHL einer der härtesten Spieler der Liga. Die NHL 1994/95 beendete er bei den Edmonton Oilers und musste aufgrund einer Augenverletzung vom aktiven Sport zurücktreten.
Der Kanadier startete seine Trainerkarriere danach als Assistenztrainer von 1996 bis 1998 bei den Edmonton Ice und wurde nach der Entlassung von Dave Siciliano zum Cheftrainer ernannt. Auch in den folgenden vier Jahren, nachdem das Team nach Cranbrook umgezogen war und den Namen Kootenay Ice angenommen hatte, arbeitete er in der gleichen Position. Zwischen 2002 und 2005 betreute er das Hartford Wolf Pack und von 2005 bis 2007 die Omaha Ak-Sar-Ben Knights. Zwischen 2007 und 2009 stand er bei den Quad City Flames unter Vertrag und blieb auch dort erfolglos. Im Juni 2009 übernahm er bei den Calgary Flames die Position des Assistenztrainers. Im April 2011 wurde McGill bei den Flames entlassen.
Am 4. Juli 2012 wurde er erneut zum Cheftrainer der Kootenay Ice aus der Western Hockey League ernannt. Ab dem 28. Juli 2015 war McGill Trainer der Owen Sound Attack aus der Ontario Hockey League. In seinem zweiten Jahr dort wurde er mit der Matt Leyden Trophy als bester Trainer der Ontario Hockey League sowie wenig später mit dem Brian Kilrea Coach of the Year Award der gesamten Canadian Hockey League ausgezeichnet.
Anschließend wurde er im Juni 2017 vom neuen NHL-Franchise, den Vegas Golden Knights, als Assistenztrainer verpflichtet. Nach fünf Jahren dort entließ man ihn im Mai 2022 samt Cheftrainer Peter DeBoer, bevor ihn im Juli 2022 die New Jersey Devils in gleicher Funktion verpflichteten. Dort war er bis zum Ende der Saison 2024/25 aktiv.

## Erfolge und Auszeichnungen
- 1988 President’s-Cup-Gewinn mit den Medicine Hat Tigers
- 1988 Memorial-Cup-Gewinn mit den Medicine Hat Tigers
- 1990 Turner-Cup-Gewinn mit den Indianapolis Ice
- 1991 IHL Second All-Star Team

### Als Trainer
- 2002 President’s-Cup-Gewinn mit den Kootenay Ice
- 2002 Memorial-Cup-Gewinn mit den Kootenay Ice
- 2013 Dunc McCallum Memorial Trophy
- 2017 Matt Leyden Trophy
- 2017 OHL First All-Star Team
- 2017 Brian Kilrea Coach of the Year Award